# 亨格里霍斯 (蒙大拿州)
亨格里霍斯（英語：Hungry Horse）是位於美國蒙大拿州弗拉特黑德縣的普查規定居民點。

## 歷史
亨格里霍斯的郵局自1948年營運至今。

## 人口
根據2020年美國人口普查的數據，亨格里霍斯的面積為3.94平方千米，當中陸地面積為3.71平方千米，而水域面積為0.23平方千米。當地共有人口828人，而人口密度為每平方千米210.15人。